# Municipio de Kansas (condado de Edgar)
El municipio de Kansas (en inglés: Kansas Township) es un municipio ubicado en el condado de Edgar en el estado estadounidense de Illinois. En el año 2010 tenía una población de 1003 habitantes y una densidad poblacional de 9,55 personas por km².

## Geografía
El municipio de Kansas se encuentra ubicado en las coordenadas 39°32′48″N 87°55′36″O / 39.54667, -87.92667. Según la Oficina del Censo de los Estados Unidos, el municipio tiene una superficie total de 104.99 km², de la cual 104,96 km² corresponden a tierra firme y (0,02 %) 0,03 km² es agua.

## Demografía
Según el censo de 2010, había 1003 personas residiendo en el municipio de Kansas. La densidad de población era de 9,55 hab./km². De los 1003 habitantes, el municipio de Kansas estaba compuesto por el 98,5 % blancos, el 0,8 % eran afroamericanos, el 0,1 % eran amerindios, el 0,2 % eran de otras razas y el 0,4 % eran de una mezcla de razas. Del total de la población el 1,2 % eran hispanos o latinos de cualquier raza.